# Tautenhofen

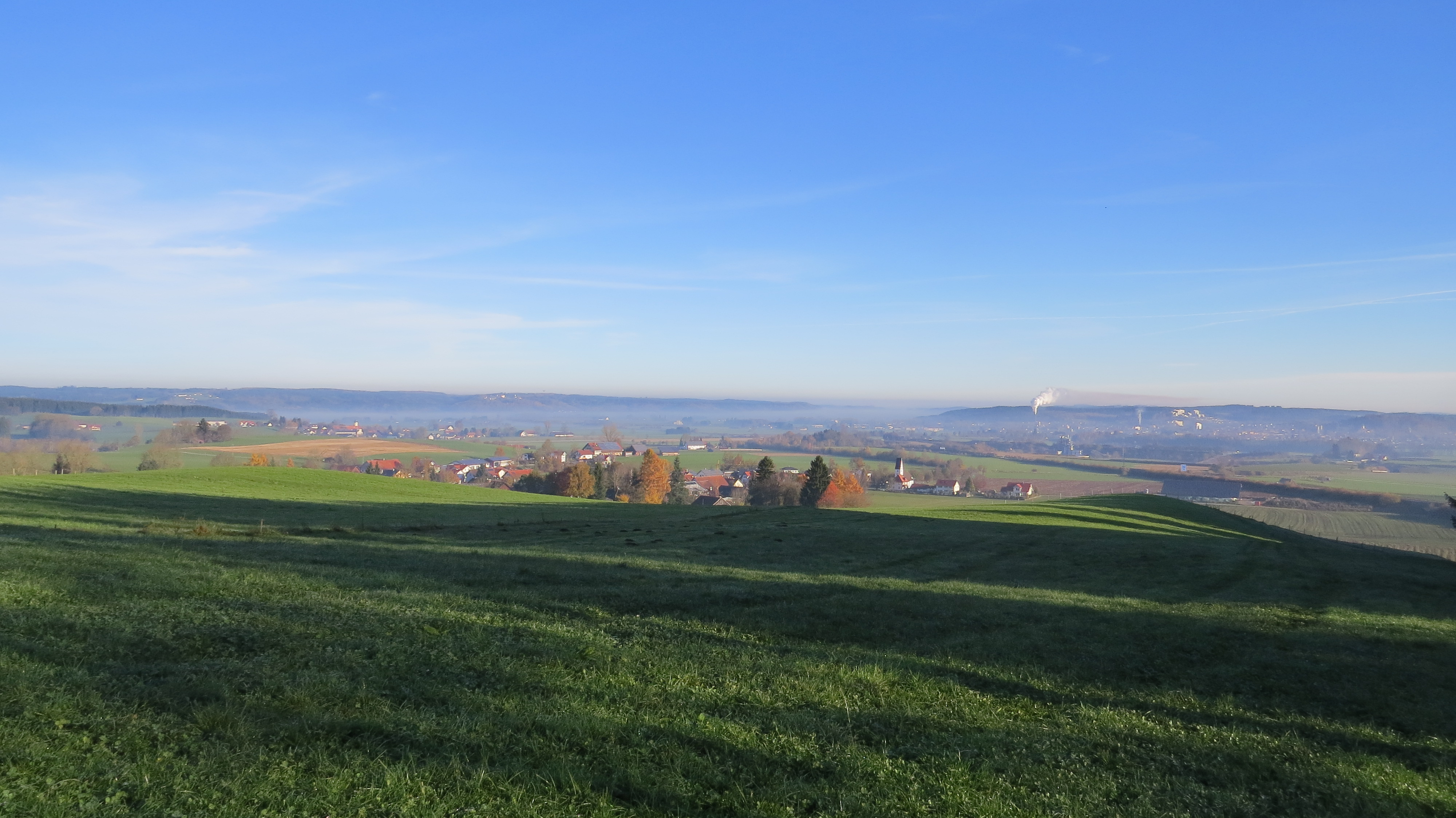
Tautenhofen von Südwesten

Tautenhofen ist ein Stadtteil der Großen Kreisstadt Leutkirch im Allgäu im Landkreis Ravensburg im Südosten von Baden-Württemberg. 

## Geographie
Tautenhofen befindet sich circa fünf Kilometer südwestlich von Leutkirch an der Landstraße K8026.

## Geschichte
Tautenhofen wurde nach 1094 als Tutenhofen erstmals erwähnt. Der Ort gehörte zum Amt Gebrazhofen der Landvogtei Schwaben und kam mit dieser 1810 zu Württemberg. Danach war Tautenhofen eine selbstständige Gemeinde im Oberamt Leutkirch. 1819 wurde Tautenhofen nach Herlazhofen eingegliedert und kam mit dieser Gemeinde 1938 zum Landkreis Wangen.
Tautenhofen kam als ein Teil der ehemals selbständigen Gemeinde Herlazhofen am 1. Juni 1972 zur Stadt Leutkirch.

## Sehenswürdigkeiten

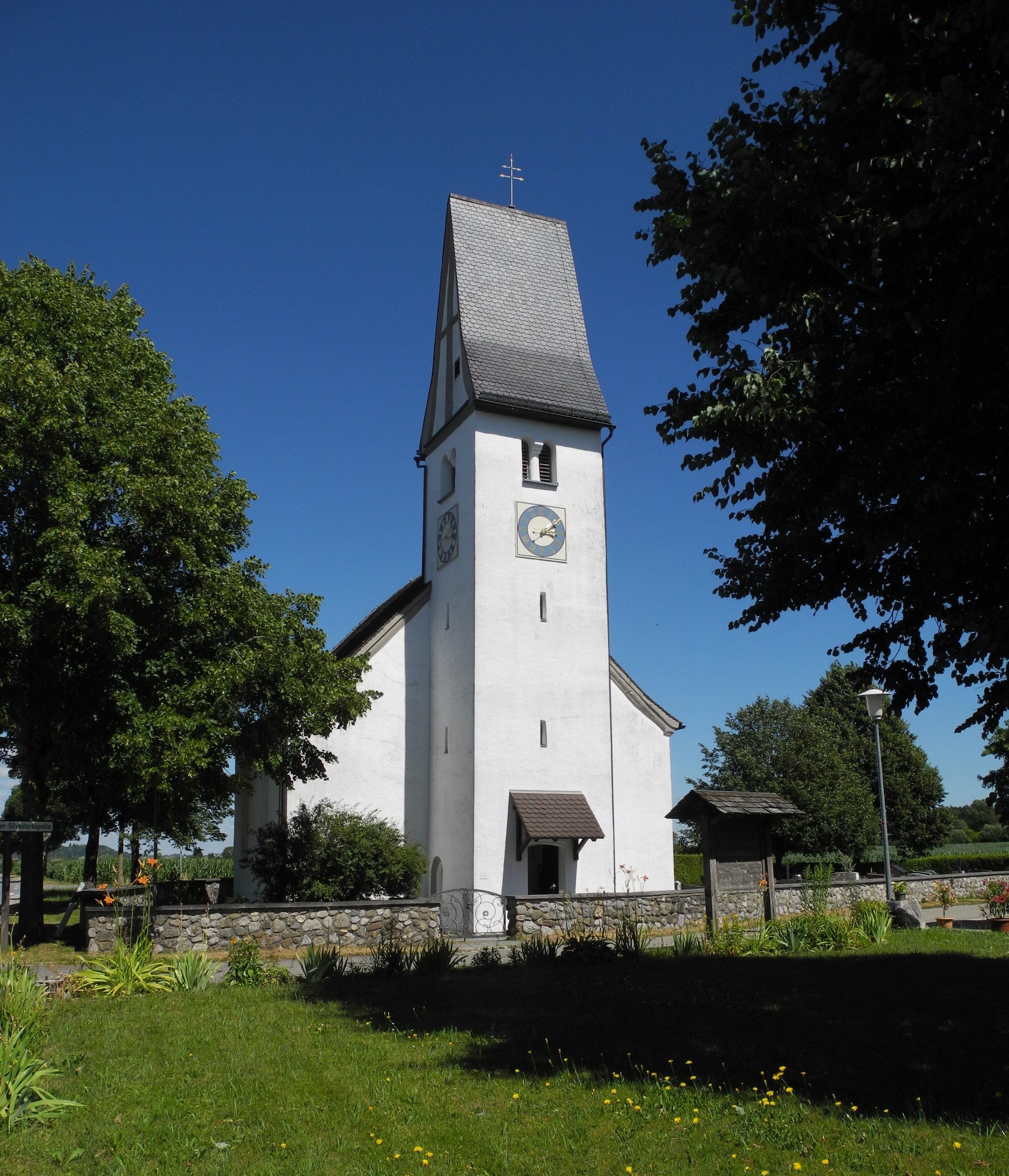
Kapelle St. Silvester

Siehe auch: Liste der Kulturdenkmale in Leutkirch im Allgäu#Herlazhofen
- Kapelle St. Silvester
- Galluskapelle Winterberg, Autobahnkapelle auf dem 745 Meter hohen Winterberg nahe der Bundesautobahn 96 bei Tautenhofen